# Gottfried Below
Gottfried Below (* 2. Februar 1924) ist ein ehemaliger deutscher Fußballspieler. In Chemnitz/Karl-Marx-Stadt spielte er für Chemie/Motor in der DDR-Oberliga, der höchsten Spielklasse im DDR-Fußball.

## Sportliche Laufbahn
Erstmals zur Saison 1951/52 wurde der 27-jährige Mittelfeldspieler Gottfried Below im Aufgebot der zweitklassigen DDR-Liga-Mannschaft der Betriebssportgemeinschaft (BSG) Chemie Chemnitz erwähnt. Bereits in seiner ersten Spielzeit eroberte er sich mit 20 Einsätzen und einem Tor bei 22 ausgetragenen Punktspielen einen Stammplatz in der Mannschaft. Während er 1952/53 ebenfalls nur bei zwei Punktspielen fehlte, kam er in der Saison 1953/54, in der die BSG Chemie unter dem neuen Stadtnamen Karl-Marx-Stadt den Aufstieg in die DDR-Oberliga schaffte, in den 26 Ligaspielen nur auf zwölf Einsätze (1 Tor). In der ersten Oberligaspielzeit der Karl-Marx-Städter mit 26 Punktspielen wurde Below 1954/55 in der Hinrunde nur dreimal aufgeboten, kam aber in der Rückrunde in alle 13 Begegnungen zum Einsatz. Dabei spielte er in der Regel als rechter Läufer. Von den 13 Spielen der im Herbst 1955 ausgetragenen Übergangsrunde zur Umstellung auf den Kalenderjahr-Spielrhythmus bestritt Below zwölf Partien. 1956 ging Below 32-jährig in seine letzte Saison im höherklassigen Fußball. Die BSG Chemie war in den neu gegründeten SC Motor Karl-Marx-Stadt übergeleitet worden, und nachdem Below die ersten vier Oberligaspiele bestritten hatte, kam er nur noch einmal am 11. Spieltag als Einwechselspieler zum Einsatz.